# Koputus
Koputus, comercialitzada internacionalment com The Knocking és una pel·lícula de terror sobrenatural del 2022 escrita i dirigida per Max Seeck i Joonas Pajunen. Explica la història de tres germans adults que van a examinar la casa dels seus difunts pares enmig d'un bosc. El repartiment inclou Inka Kallén, Saana Koivisto i Pekka Strang.

## Argument
Una casa unifamiliar en ruïnes es troba al cor del bosc de Sydänmaa; la casa d'infantesa dels ja grans personatges principals, Mikko (Pekka Strang), Maria (Inka Kallén) i Matilda (Saana Koivisto), a la qual tornen anys més tard per establir la propietat dels seus pares. La casa i el bosc estan eclipsats per una història fosca: 15 anys abans, el pare (Niko Saarela) va ser trobat brutalment assassinat a la casa, la mare (Olga Temonen) va ser declarada desapareguda en aquell moment i la més petita dels nens, Matilda, va ser endinsada en una petita gàbia a la cantonada del dormitori. Quan arriben, noten que el bosc els fa comportar-se de manera estranya.

## Repartiment
- Inka Kallén com a Maria
- Linnea Skog com la jove Maria
- Saana Koivisto com a Matilda
- Hilma Temonen com a jove Matilda
- Pekka Strang com a Mikko
- Kristian Stierncreutz com el jove Mikko
- Olga Temonen com a mare
- Niko Saarela com el pare
- Janina Berman com a vella
- Mikko Leppilampi com a advocat

## Llançament
Koputus va tenir la seva primera projecció al LV Festival Internacional de Cinema Fantàstic de Catalunya el 9 d'octubre de 2022. A Finlàndia, la pel·lícula es va publicar a Cinemas el 22 de febrer de 2023. Als Estats Units, la pel·lícula es va estrenar al Festival Internacional de Cinema de Cleveland el 24 de març de 2023.
Fins al setembre de 2022, els drets de distribució de la pel·lícula s'han venut a més de 70 països, inclosos Alemanya, Àustria, Suïssa, França, Indonèsia, Taiwan i Amèrica Llatina.